# オートサン
オートサン(AutosanSp. z o.o.)は、ポーランドのサノクにあるバスとコーチのメーカー。ヨーロッパ(非EU諸国も含む)、アフリカ、アジア諸国で年間約300台のバスを販売している。

## 歴史
オートサンは1832年にWalenty LipińskiとMateusz Beksińskiによってボイラーの工場として設立された。初期には石油採掘、蒸留、醸造のための装置や設備を生産していたが、1894年には客車や貨車、路面電車などの鉄道車両の最も重要な製造業者となり、ボイラーや関連装置の生産も続けた。その後、貯水槽、クレーン、浚渫船、ロードローラー、鋼製救命ボート、鋼製橋梁構造物、鋳造品などの製品も作るようになった。
1926年、オートサンはランチアのシャーシに搭載されたバスの最初のロットを発売した。第二次世界大戦中に活動は中断されたが、1950年に再開された。1973年には、後部にエンジンを搭載したH9バスが発売され、1984年には大容量のH10モデルが発売された。
2013年9月、裁判所はオートサンの破産を宣言した。当時発表された声明では、再建のための資金調達を継続することは不可能であると説明されていた。数日後、同社を所有していたSobiesław Zasadaグループは、オートサンの株式パッケージをグレゴリー・タルナワに1ポーランドズロチで売却した。クラクフでは、同社の労働組合員が元オーナーであるSobiesław Zasadaグループの前でピケを張り、数カ月分の未払い給与の支払いを要求した。同社は現在も操業を続けている。

## 製品

### バス

#### 現在の製造車種
- 観光バス

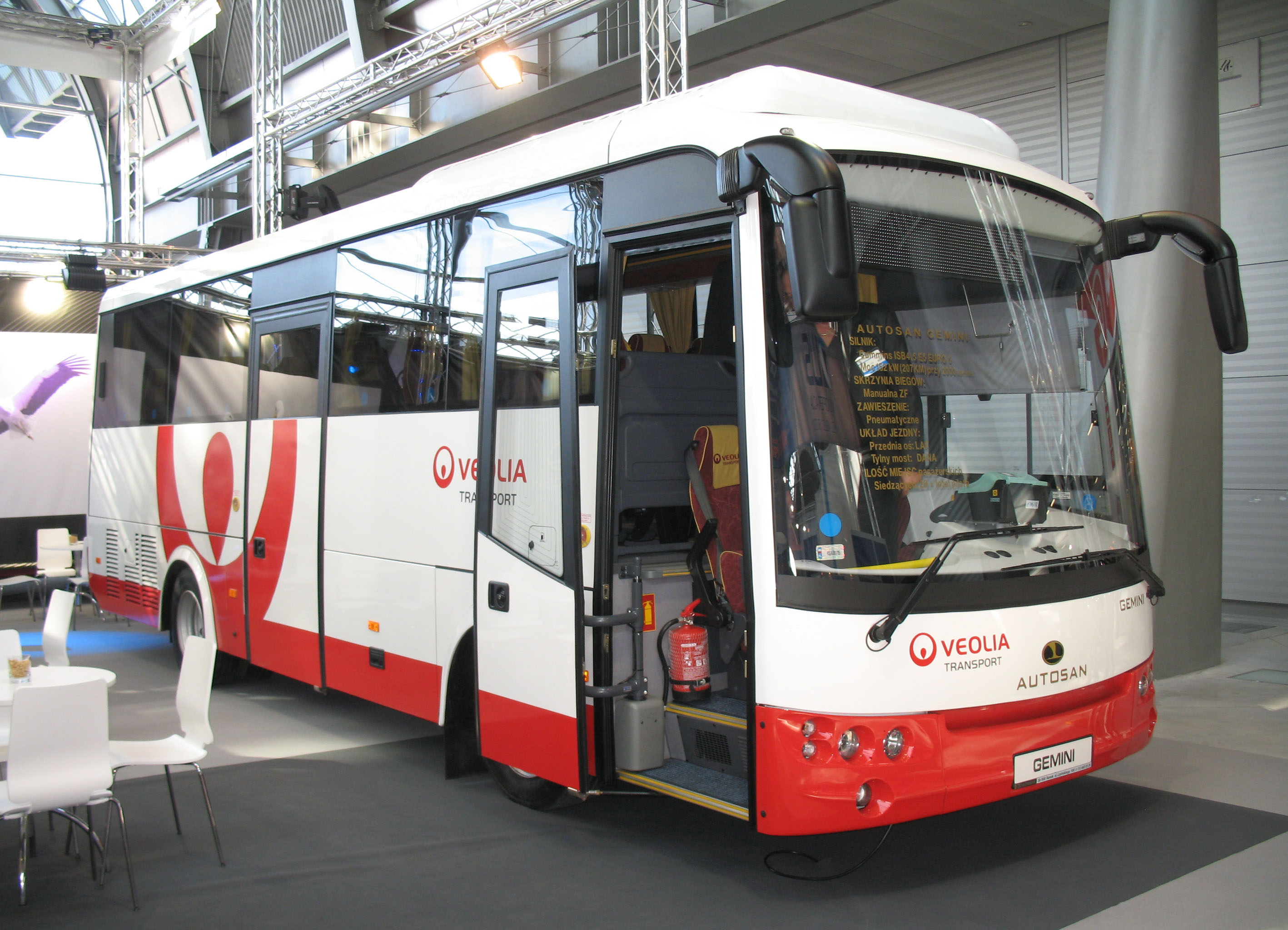
Autosan Gemini 都市間/観光バス

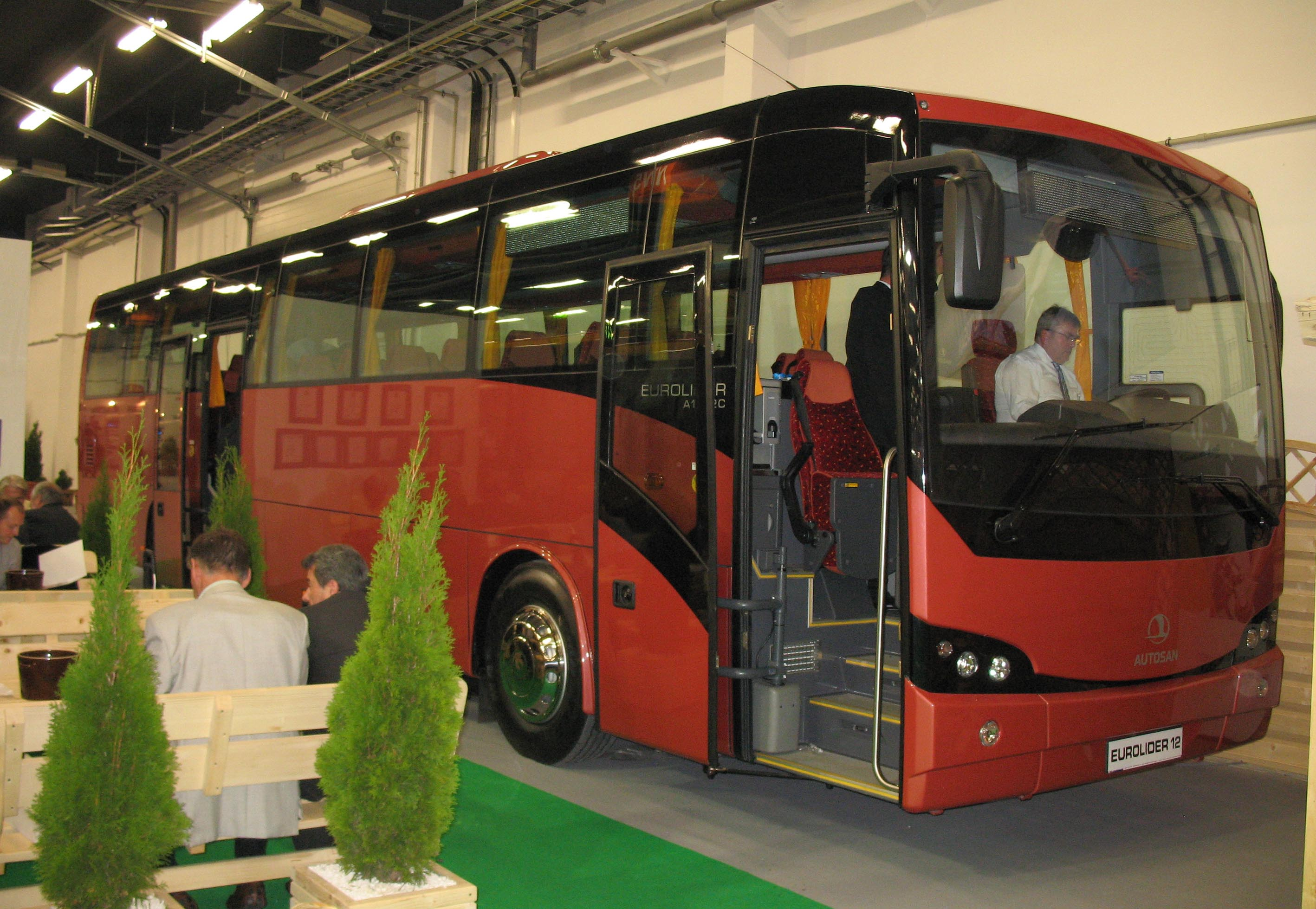
Autosan Eurolider 12 都市間バス

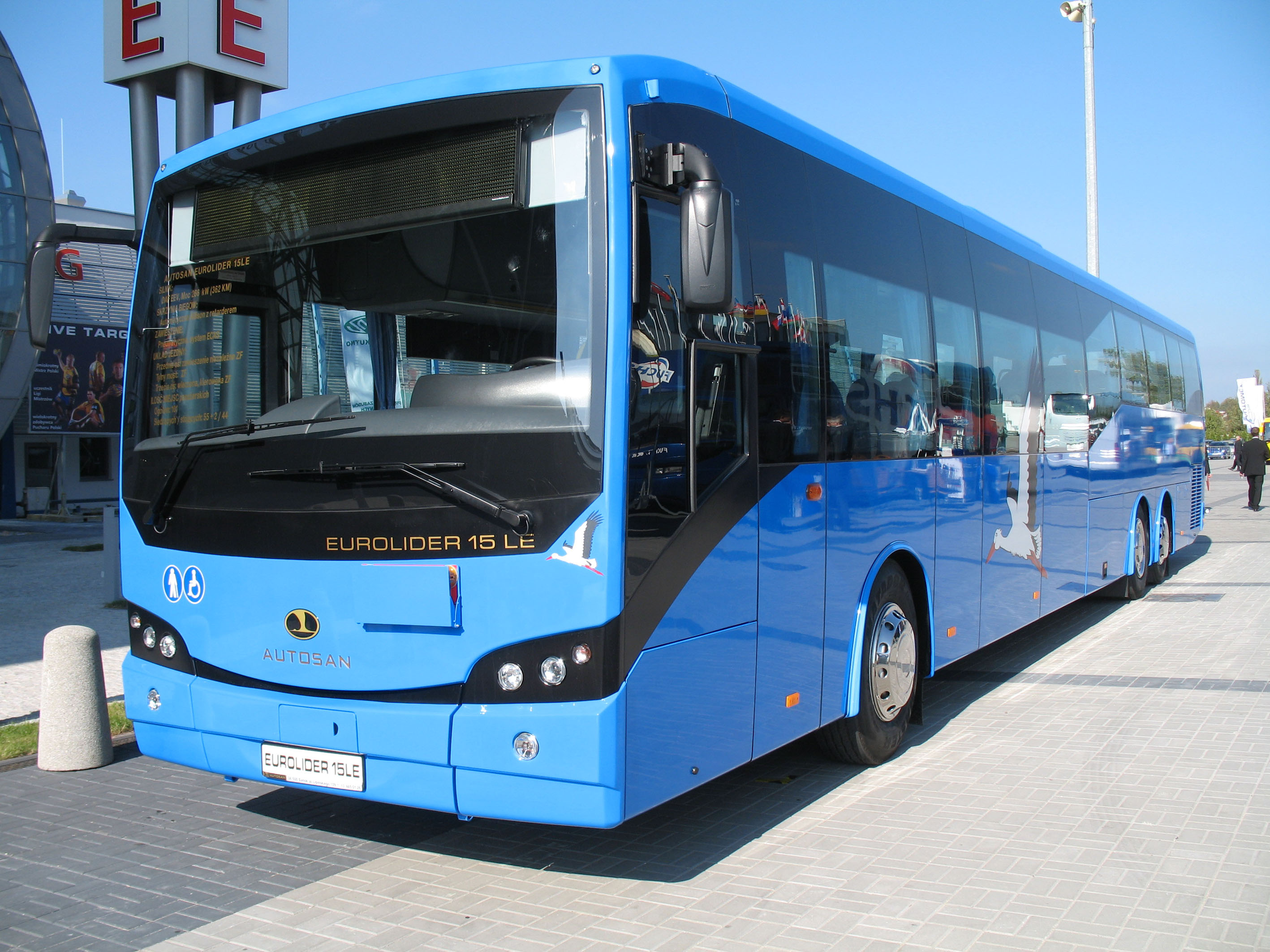
Autosan Eurolider 15 LE ローカル/都市間用低床バス

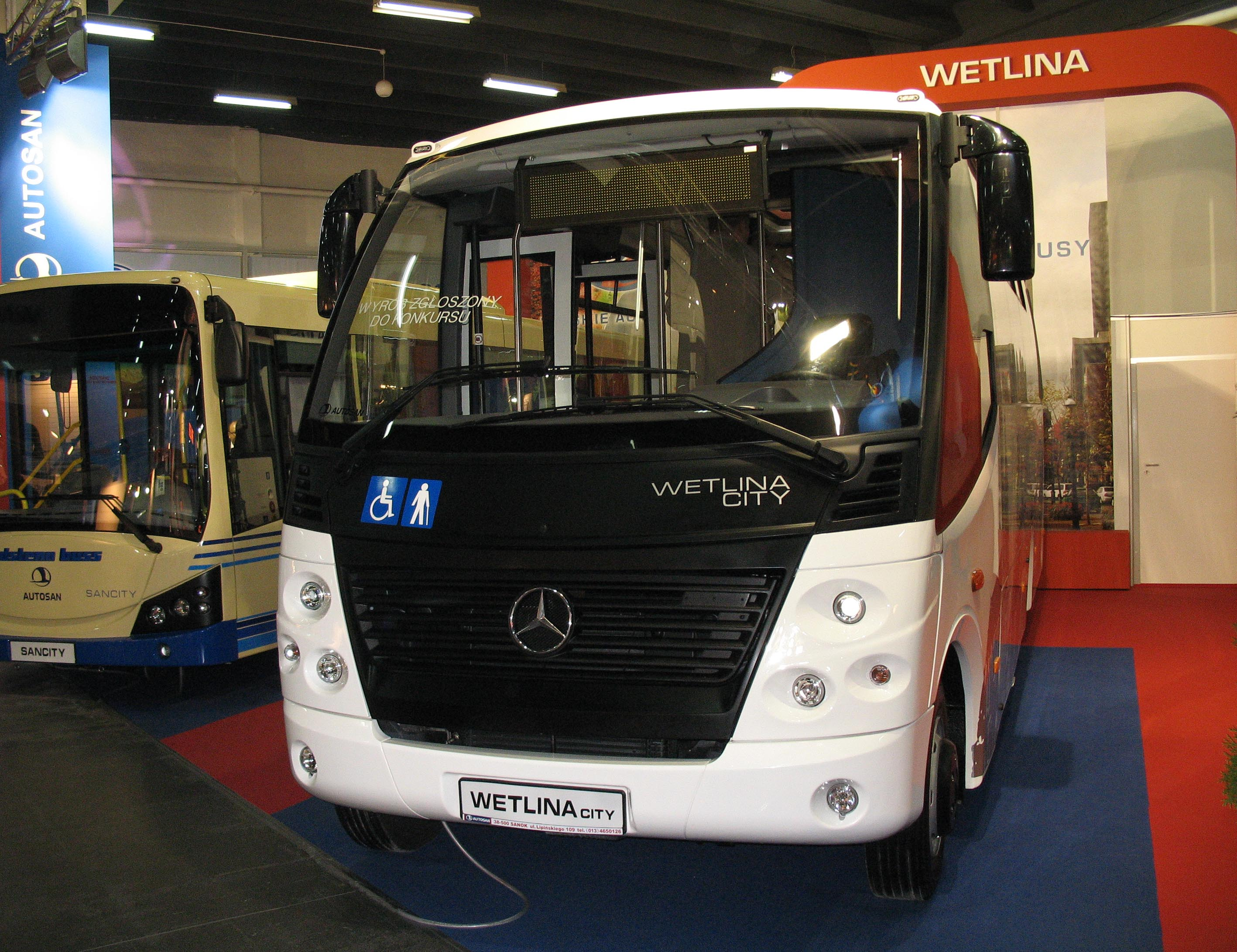
Autosan A8V Wetlina City (Osprey)

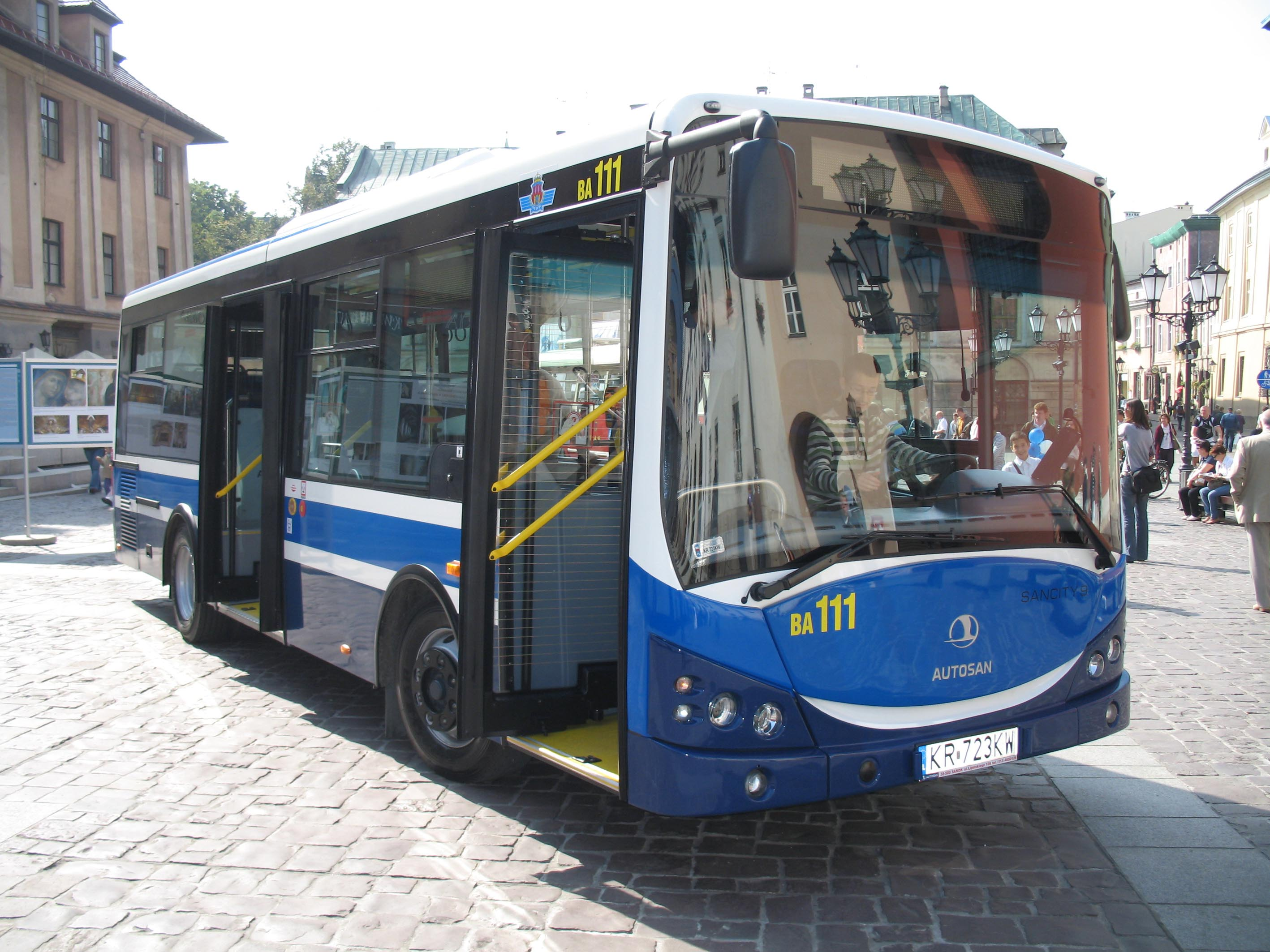
Autosan M09LE Sancity 9 市バス

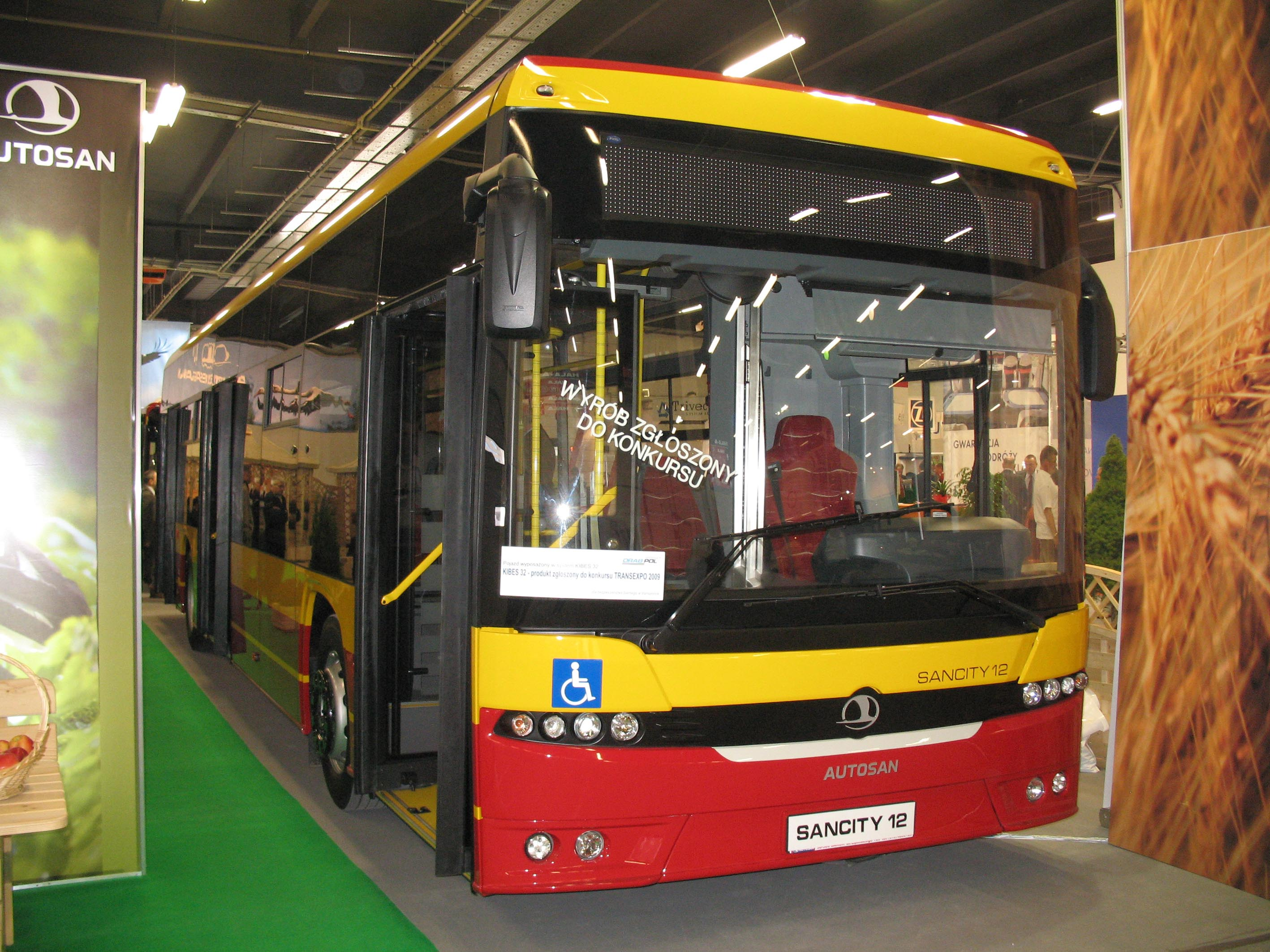
Autosan Sancity 12LE 市バス

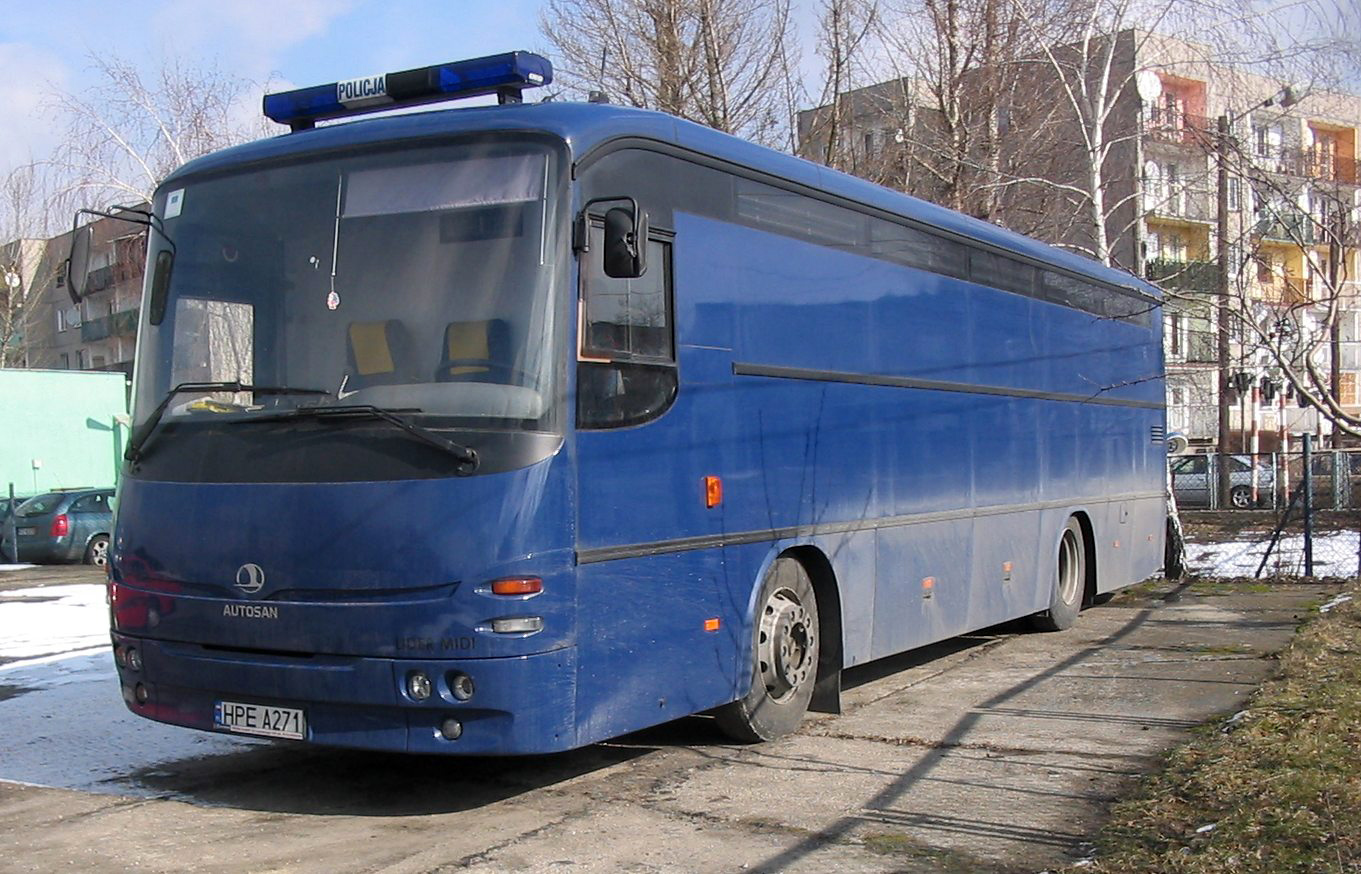
Autosan A1010T DW 警察用バス

  - Autosan A0808T Gemini
  - Autosan A1112T Ramzes
- 都市間バス 
  - Autosan A0808T Gemini
  - Autosan A0909L  Tramp 2 (Autosan Scamp)
  - Autosan A1010T Lider 3
  - Autosan A1012T Lider
  - Autosan Eurolider 9
  - Autosan Eurolider 12
  - Autosan Eurolider 13
  - Autosan Lider 9 eco
  - Autosan Lider 9 eco2
  - Autosan A8V Wetlina (Autosan Osprey)
- 路線バス
  - Autosan A1010T Lider 10
  - Autosan H7-20MB Solina
  - Autosan Sancity 9LE
  - Autosan Eurolider 13LE
  - Autosan Eurolider 15LE
- 路線バス（低床）
  - Sancity 9LE
  - Sancity 10LF
  - Sancity 12LE
  - Sancity 12LF
  - Sancity 18LF
  - Autosan A8V Wetlina City (Autosan Osprey)
- スクールバス
  - Autosan A0909S Smyk
  - Autosan A1012T Eagle RHD
- 特殊バス、刑務所用バン
  - Autosan A1010T DW
  - Autosan H7-10ZK
- 軍用の警察バス
  - Autosan H7-10I

#### 過去の車種
- 観光バス
  - Autosan A404T Cezar

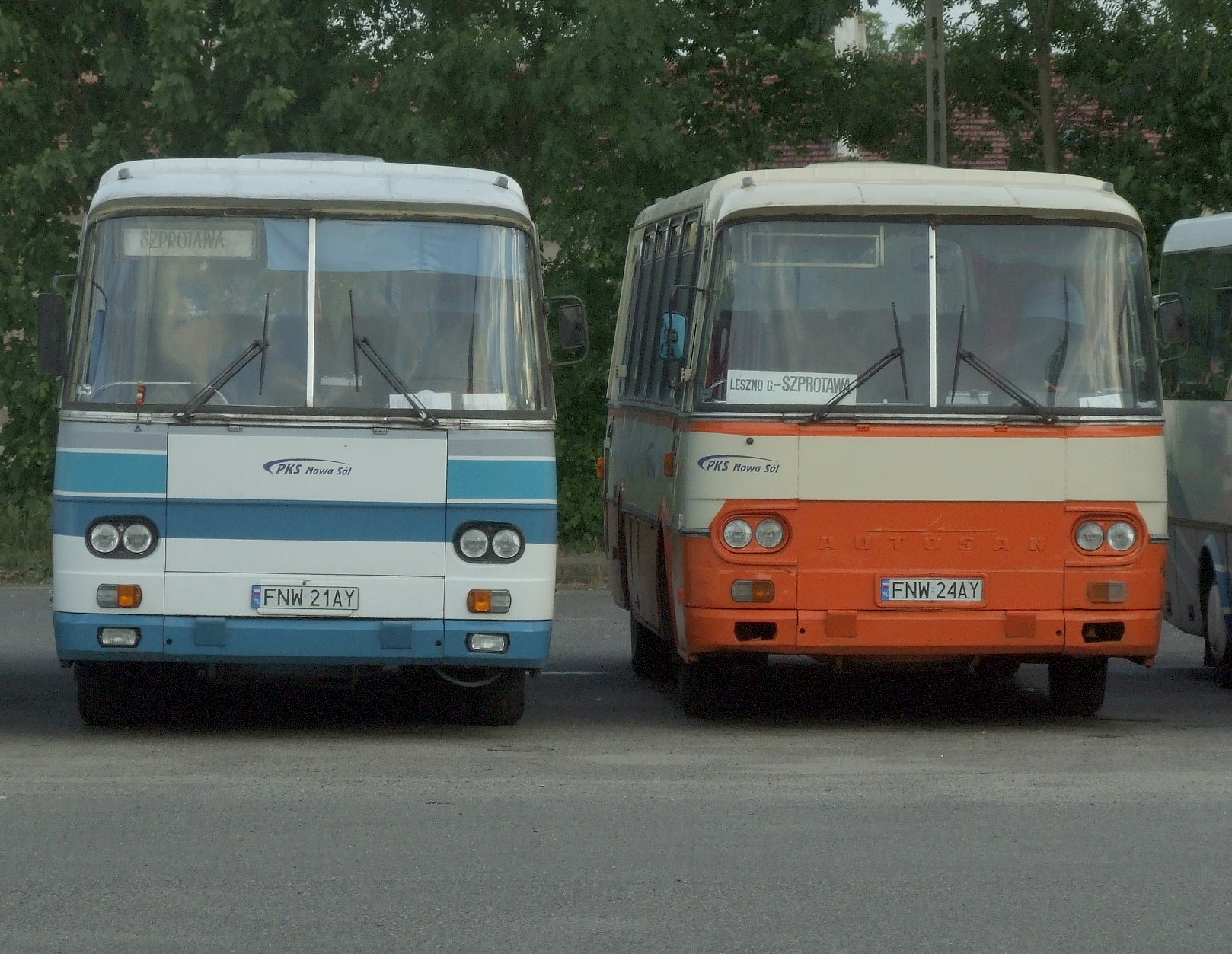
Autosan H9-21は、長らく人気のあるモデルだが、現在は生産中止となっている。現在のA0909タイプは、このモデルの後継である。

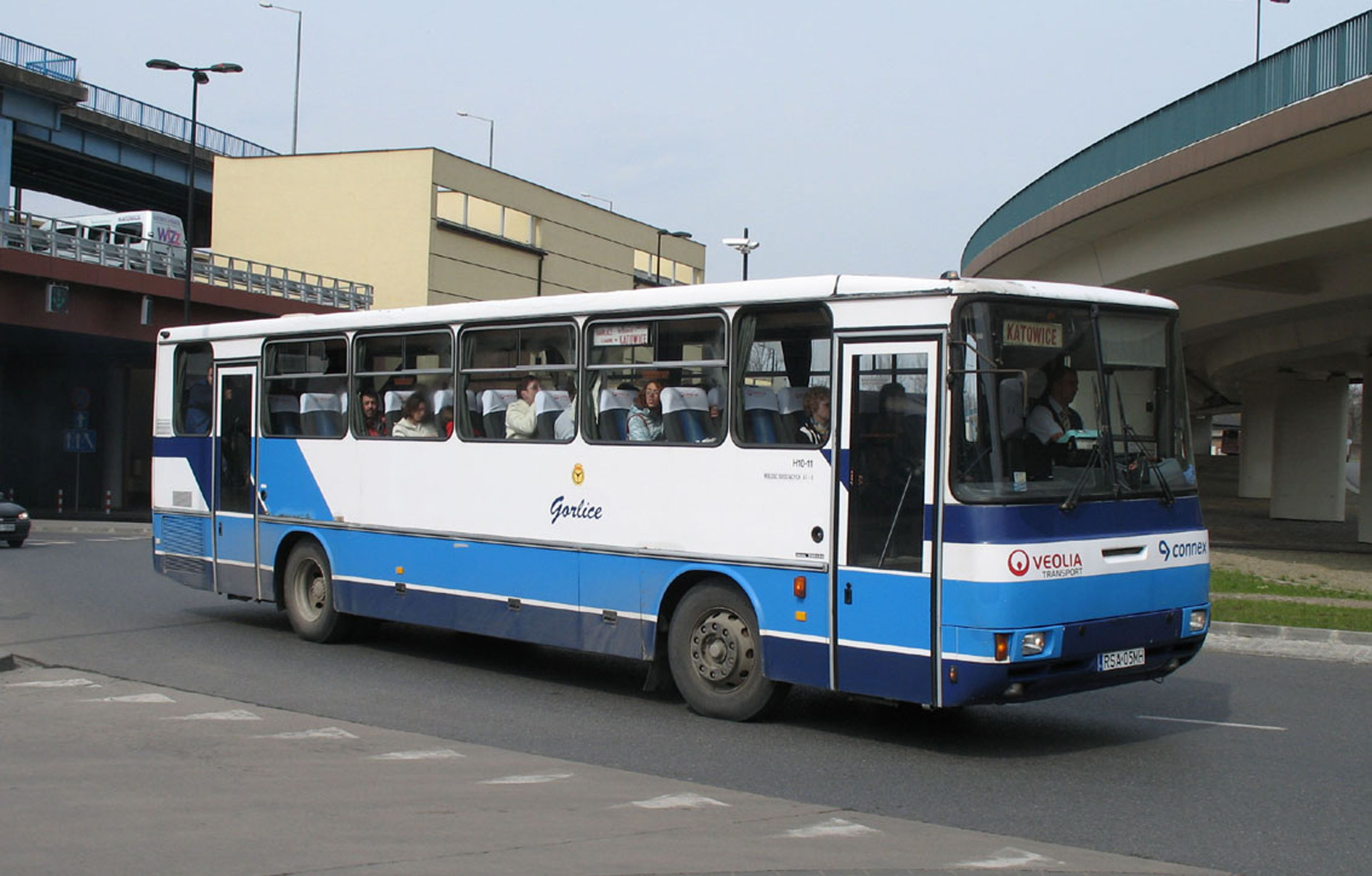
Autosan H10-11

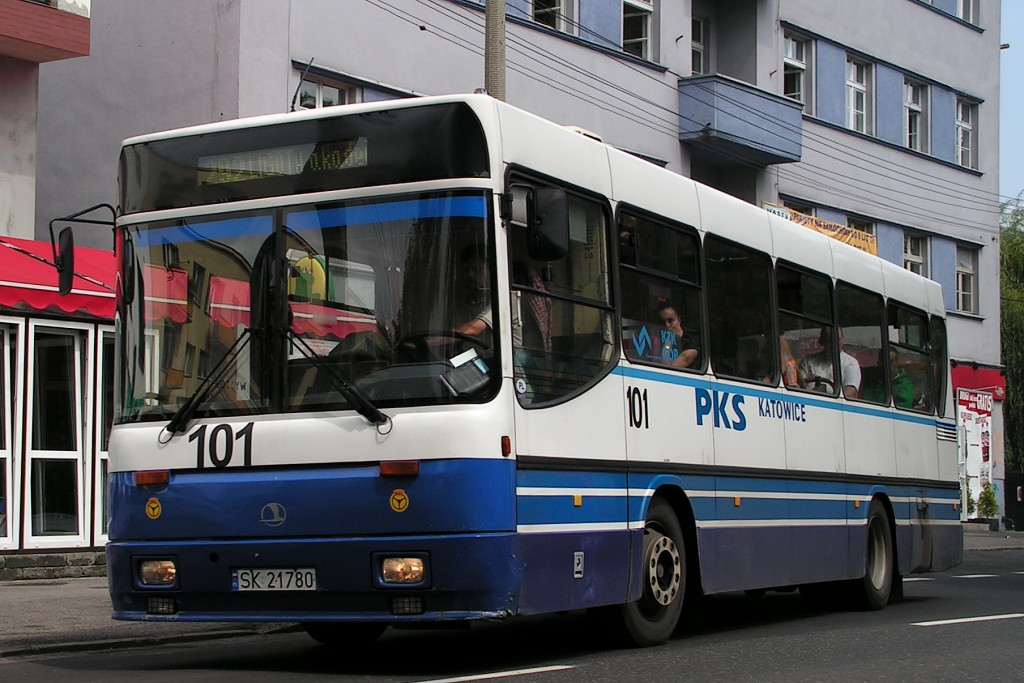
Autosan A1010M 中型バス

  - Autosan A1112T San
  - Autosan A1112T Sanman
- 都市間バス
  - Autosan H6-10 Melon
  - Autosan A0909L Tramp
  - Autosan H7-10 Traper
  - Autosan H9-xx
  - Autosan H10-xx
  - Autosan A10-10T Lider Midi
- 路線バス
  - Autosan A0808MN Sancity
  - Autosan H7-20 Trafic
- 市バス
  - Autosan H9-33
  - Autosan H9-35
  - Autosan A1010M Medium
- スクールバス
  - Autosan H6-10.03S Żaczek
  - Autosan H9-21 Kleks
  - Autosan H10-10S Urwis
- 特殊バス、刑務所用バン
  - Autosan H6-56 Towos
  - Autosan H6-10 SW